# 多姆于希湖
53°19′52″N 13°07′53″E / 53.33114°N 13.13151°E

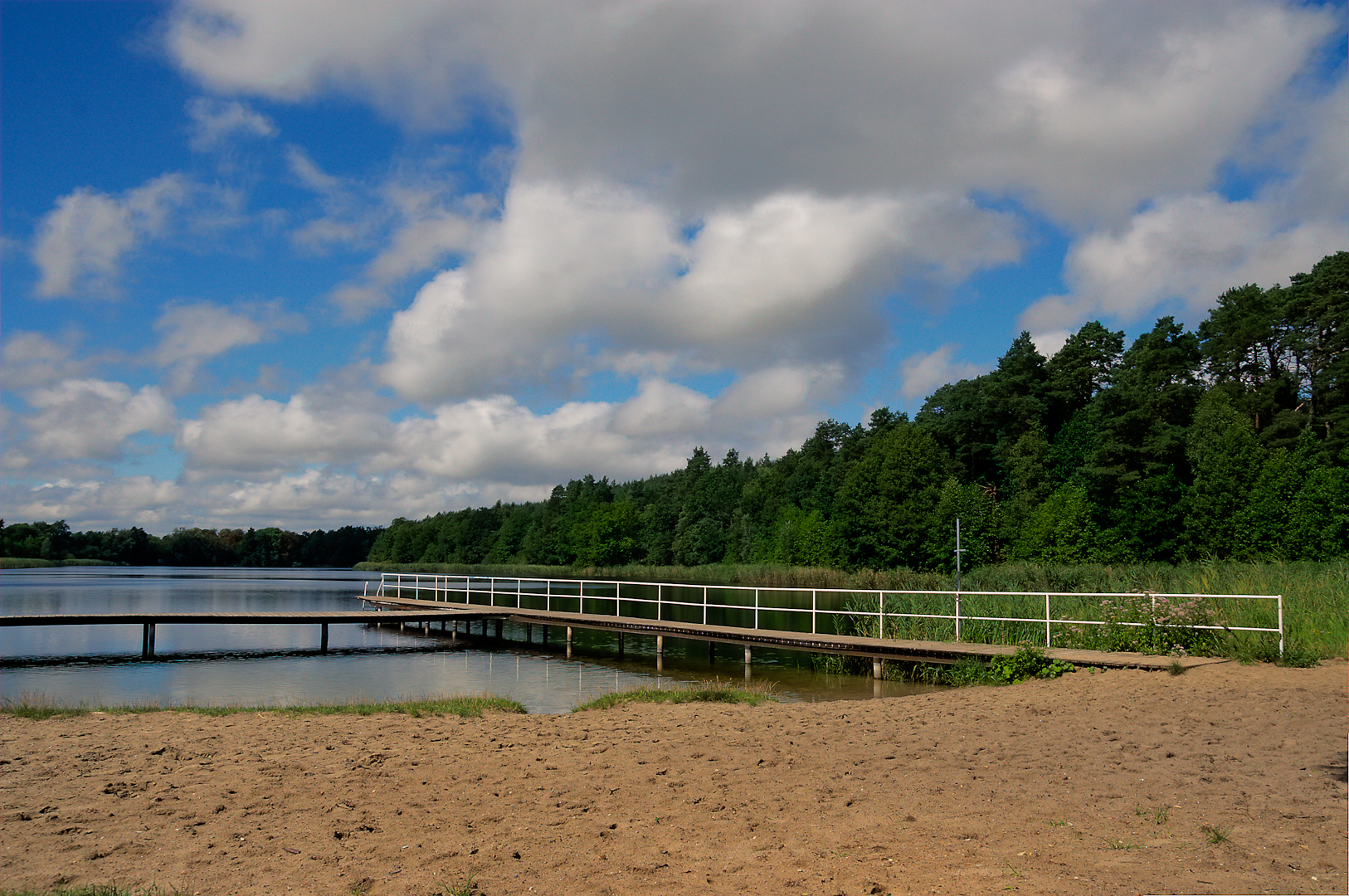

多姆于希湖（德語：Domjüchsee），是德國的湖泊，位於該國東北部，由梅克倫堡-前波美拉尼亞州負責管轄，處於梅克倫堡湖區縣，長1.7公里、寬0.2公里，面積0.25平方公里，海拔高度64米，最大水深5米。